# 1837年5月4日日食
1837年5月4日日食为一次在协调世界时1837年5月4日（俄罗斯东部地区及日本东北部地区为5月5日）出現的日偏食。該次日食食分為0.6381。

## 概述
這次日食的食分是0.6381。

## 基本參數
- 類型：日偏食
- 食甚資料：
  - 日期：1837年5月4日
  - 時間：18時48分28秒
  - 地點：62N 134E
  - 食分：0.6381

## 外部連結
- NASA日食專頁（页面存档备份，存于）（英文）